# ハイム・グロース

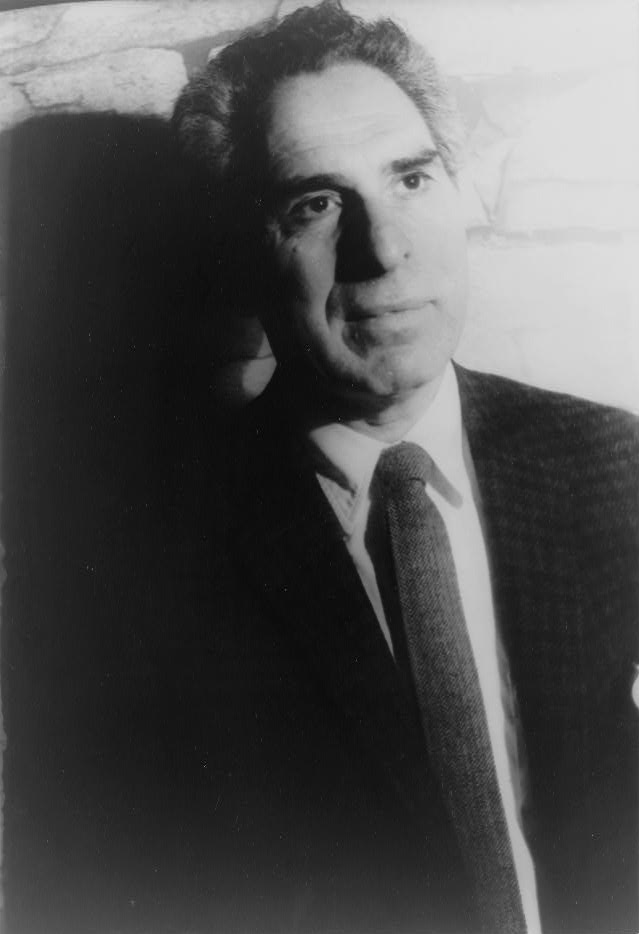
ハイム・グロース

ハイム・グロース（Chaim Gross, 1904年3月17日 - 1991年5月5日）は、オーストリア領ガリチア出身のアメリカの彫刻家。ガリチアのコロメア（コロムィーヤ）に生まれ、ウィーンで短期間学んだ後、1921年にアメリカへ移住した。
エリー・ナーデルマンとシカゴのデザイン学校で学び、ロバート・ローレント（Robert Laurent）と共にニューヨークのアートスクールで学んだ。
動く人、演技をする人などを木彫りで表現した。

## 文献案内
- Brummé, C. Ludwig, Contemporary American Sculpture, Crown Publishers, New York,  1948
- Lombardo, Josef Vincent, Chaim Gross: Sculptor, Dalton House, Inc., New York,  1949
- Opitz, Glenn B , Editor, Mantle Fielding’s Dictionary of American Painters, Sculptors & Engravers,  Apollo Book, Poughkeepsie NY, 1986